# Tiger-Heli
Tiger-Heli ist ein Shoot ’em up mit vertikalem Bildlauf, das von Toaplan entwickelt und zunächst als Arcade-Spiel von Taito 1985 in Japan veröffentlicht wurde. Später folgte eine Portierung auf PC Engine. Die Portierung auf NES erfolgte durch Micronics. Treco portierte das Spiel auf den Sega Mega Drive.
Als Teil der Kompilation Toaplan Shooting Battle 1 wurde es 1996 von Gazelle für PlayStation portiert. Emulierte Fassungen wurden 2021 in der Computerspielesammlung Kyuukyoku Tiger Heli für Nintendo Switch und PlayStation 4 wiederveröffentlicht.

## Spielprinzip
Der Spieler steuert einen Kampfhubschrauber in Draufsicht, dessen Schusskraft durch Einsammeln von Extras gesteigert werden kann. Der Bildschirm scrollt vertikal von oben nach unten sowie begrenzt horizontal.

## Rezeption
Für die Portierung auf PC Engine vergab der Aktueller Software Markt seine Auszeichnung ASM Hit. Thorsten Oppermann lobte die grafisch ansprechende und abwechslungsreiche Gestaltung der Level, die flüssig dargestellt werde. Der Zweispielermodus aus der Spielhalle fehle. Henrik Fisch war von Musik und Sprites angetan. Ihn störte jedoch das unfaire Verhalten der Gegner, die verdeckt schießen. Sein Kollege Heinrich Lenhardt gab sich beeindruckt von der technischen Qualität der Portierung, die im Umfang nicht reduziert sei und ruckelfrei auf der Heimkonsole laufe.
Oppermann bemerkte, dass die Fassung für das Nintendo Entertainment System nur geringe Ähnlichkeit mit der Automatenfassung habe. Aufgrund von technischen Mängeln in Bezug auf Grafik und der schlechten Geräuschqualität wurde eine Auszeichnung verwehrt. Robin Goldmann von der deutschsprachigen Zeitschrift Joystick bezeichnete die technische Realisation auf dem NES für gelungen. Henrik Fisch von Power Play gab sich deutlich kritischer. Er bezeichnete die grafische Gestaltung am NES im Vergleich zur PC Engine als lieblos. Auch fehlen Gegner, die aus der Luft kommen.
Hans-Joachim Amann vom Aktuellen Software Markt bewertete die Portierung für Sega Mega Drive als schwach. Die Grafik sei durchschnittlich, aber teils auch katastrophal. Das Scrolling gerate oft ins Stocken. Der Schwierigkeitsgrad sei etwas erhöht. Henrik Fisch von Power Play gab übereinstimmend den erhöhten Schwierigkeitsgrad auf dem Mega Drive zu Protokoll. Er machte hingegen keinerlei Mängel bei der technischen Umsetzung aus. Heinrich Lenhardt von Video Games bezeichnete es auf dem Mega Drive als Oberklasse innerhalb des Genres. Das Spiel sei geradlinig, aber durch Levelaufbau und Extrasystem herausfordernd.